# 弗勒雷 (杜省)
弗勒雷（法語：Fleurey，法語發音：[flœʁɛ]）是法国杜省的一个市镇，属于蒙贝利亚尔区。

## 地理
弗勒雷（47°18'13"N, 6°46'45"E）面积8.04 平方千米，位于法国勃艮第-弗朗什-孔泰大區杜省，该省份为法国东部内陆省份，北起上索恩省，西接汝拉省，东部及东南部与瑞士接壤，东北部与贝尔福地区省接壤。
与弗勒雷接壤的市镇（或旧市镇、城区）包括：比耶夫、奥尔让-布朗什方丹、圣伊波利特、瓦洛雷耶、莱布雷瑟、莱泰尔德绍。

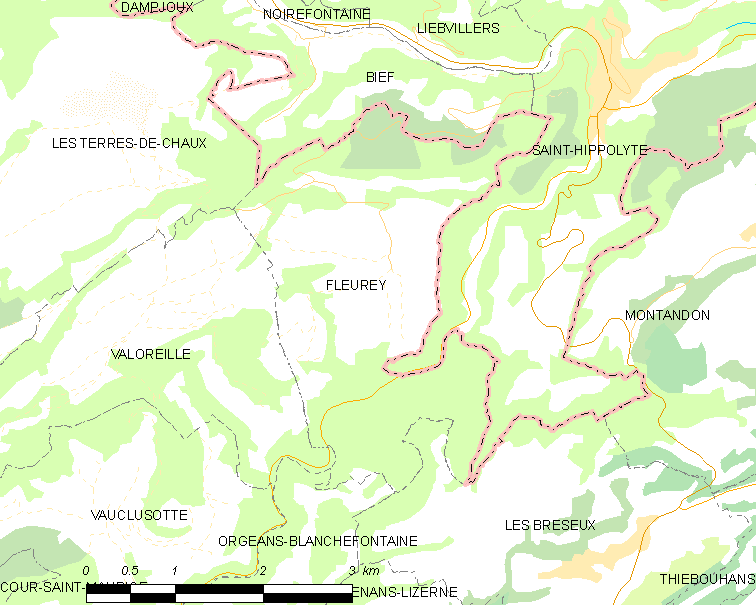
的OSM定位图

弗勒雷的时区为UTC+01:00、UTC+02:00（夏令时）。

## 行政
弗勒雷的邮政编码为25190，INSEE市镇编码为25244。

## 政治
弗勒雷所属的省级选区为迈什县。

## 人口

1962-2008年间人口变化图示

弗勒雷于2022年1月1日时的人口数量为85人。